# Fırat Ekspresi

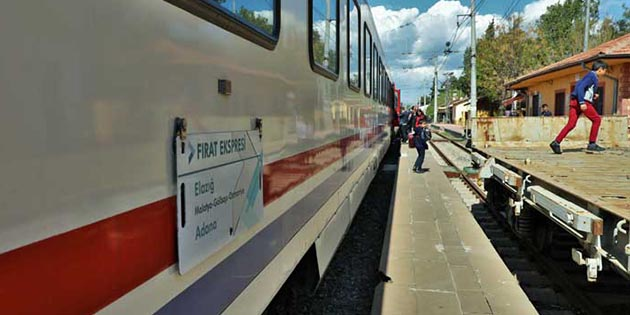

Fırat Express est un train baptisé exploité par les Chemins de fer de l'État de la république de Turquie (TCDD) entre Adana et Elâzığ.

## Histoire
Le train nommé Fırat Express suit l'itinéraire Adana - Osmaniye - Kahramanmaraş - Malatya - Elazığ. Il propose un service uniquement avec des sièges Pullman.
En raison des Séisme de 2020 à Elâzığ et Séismes de 2023 en Turquie et Syrie, les circulation du train sont suspendues depuis le 6 février 2022,.

## Exploitation
Il y a 1 voyage mutuel chaque jour. Le trajet dure environ 9 heures et 32 minutes.
| Adana - Elazığ  | Adana - Elazığ  |
| --------------- | --------------- |
| Gare            | Heure de départ |
| Adana           | 08 h 35         |
| Elazığ          | 18 h 07         |
| Temps de voyage | 9 h 32 min      |
| Elazığ - Adana  |                 |
| Gare            | Heure de départ |
| Elazığ          | 08 h 10         |
| Adana           | 17 h 42         |
| Temps de voyage | 9 h 32 min      |